# Efraín Forero
Pour les articles homonymes, voir Forero et Triviño.
Forero  Triviño est un nom espagnol. Le premier nom de famille, en général paternel, est Forero ; le second, en général maternel, souvent omis, est Triviño.
Efraín Forero Triviño, né le 4 mars 1930 à Zipaquirá (département de Cundinamarca) et mort le 12 septembre 2022 à Bogota, est un coureur cycliste colombien des années 1950. Surnommé « Zipa Indomable », il remporte la première édition du Tour de Colombie en 1951.

## Biographie
Efraín Forero Triviño naît le 4 mars 1930 à Zipaquirá, une municipalité du département de Cundinamarca en Colombie.

### Carrière sportive
Efraín Forero est indiscutablement connu comme étant le fondateur et le vainqueur de la première édition du Tour de Colombie qui débute le 5 janvier 1951 depuis les installations du journal El Tiempo, située au niveau de la carrera Séptima et de l'Avenida Jiménez à Bogota.
En 1953, le journaliste Jean Leulliot, créateur de la Route de France, envoie une invitation à la fédération colombienne de cyclisme que cette dernière accepte. L'entraînement, qui s'ensuit dans la savane de Bogota, manque cependant d'intensité, étant réalisé dans un cadre habituel, sur une route vallonnée mais facile. Le 6 mai, la presse française diffuse la liste des participants fournie par l'organisation de la Route de France. Outre Forero, l'équipe colombienne est composée de ses coéquipiers Ramón Hoyos, Héctor Meza, Fabio León Calle, Mario Montaño et Oscar Oyola ainsi que du directeur technique de l'équipe, le Français José Beyaert,. Ils prennent le vol en partance de Bogota pour la France le 8 mai. Néanmoins, la Route de France 1953, qui se déroule du 13 au 25 mai, s'avère être un véritable échec pour la délégation sud-américaine. En effet, elle voit, après seulement quatre jours de course, l'abandon des six coureurs colombiens engagés.

## Palmarès

### Palmarès sur route
- 1951
  - Tour de Colombie :
    - Classement général
    - 1re, 2e, 3e, 6e, 7e, 8e et 10e étapes
- 1952
  - 5e étape du Tour de Colombie
- 1953
  - 1re étape du Tour de Colombie
- 1954
  -  Champion de Colombie sur route
  -  Médaillé d'or du contre-la-montre par équipes aux Jeux d'Amérique centrale et des Caraïbes
  - 15e étape du Tour de Colombie
- 1956
  - 3e du Tour de Colombie
- 1957
  - 2e du Tour de Colombie
- 1959
  -  Médaillé d'or du contre-la-montre par équipes aux Jeux d'Amérique centrale et des Caraïbes (avec Pablo Hurtado et Ramón Hoyos)

### Palmarès sur piste
- 1950
  -  Médaillé d'or de la poursuite par équipes aux Jeux d'Amérique centrale et des Caraïbes